# Karel Sedlář
Karel Sedlář, též Karol Sedlář (* 25. května 1952), byl slovenský politik české národnosti, po sametové revoluci československý poslanec Sněmovny lidu Federálního shromáždění za ODÚ-VPN.

## Biografie
Po sametové revoluci patřil mezi vedoucí aktivisty VPN v Banské Bystrici. Ve volbách roku 1990 kandidoval za VPN do Sněmovny lidu (volební obvod Středoslovenský kraj). Mandát nabyl až dodatečně jako náhradník v únoru 1992 poté, co na mandát rezignoval poslanec Ernest Valko. V té době již VPN neexistovalo a Sedlář proto nastoupil do poslaneckého klubu jedné z nástupnických formací ODÚ-VPN. Ve Federálním shromáždění setrval do voleb roku 1992.
V roce 1995 se zmiňuje jako signatář veřejných výzev Demokratické strany.